# David Larose
David Larose (Bondy, 4 de julio de 1985) es un deportista francés que compite en judo.
En los Juegos Europeos de Bakú 2015 consiguió una medalla de oro en la prueba por equipo. Ganó dos medallas en el Campeonato Europeo de Judo, plata en 2014 y bronce en 2013.

## Palmarés internacional
| Juegos Europeos    | Juegos Europeos       | Juegos Europeos   | Juegos Europeos |
| Año                | Lugar                 | Medalla           | Categoría       |
| ------------------ | --------------------- | ----------------- | --------------- |
| 2015               | Bakú (Azerbaiyán)     | Medalla de oro    | Equipo          |
| Campeonato Europeo |                       |                   |                 |
| Año                | Lugar                 | Medalla           | Categoría       |
| 2013               | Budapest (Hungría)    | Medalla de bronce | –66 kg          |
| 2014               | Montpellier (Francia) | Medalla de plata  | –66 kg          |